# سامسون آبرامسکی
سامسون آبرامسکی (انگلیسی: Samson Abramsky؛ زادهٔ ۱۲ مارس ۱۹۵۳) یک دانشمند در زمینه علوم نظری رایانه اهل بریتانیا است. او در زمینه‌های نظریه دامنه، حساب لامبدا، تحلیل سخت‌گیری، نظریه همزمانی، مقوله‌های تعامل، هندسه تعامل، معناشناسی بازی و رایانش کوانتومی مشارکت داشته است.

## تحصیلات
آبرامسکی در مدرسه گرامر هامونین برای پسران، هندون و در کالج کینگ، کمبریج (کارشناسی ۱۹۷۵، کارشناسی ارشد فلسفه ۱۹۷۹، دیپلم در علوم رایانه) و کوئین مری، دانشگاه لندن (دکتری علوم رایانه ۱۹۸۸، تحت نظارت ریچارد بورنات) تحصیل کرد.

## حرفه و تحقیقات
آبرامسکی از سال ۲۰۲۱ استاد علوم رایانه در کالج دانشگاهی لندن است. او از سال ۲۰۰۴ عضو انجمن سلطنتی است. تحقیقات او شامل توسعه معناشناسی بازی، نظریه دامنه به شکل منطقی و مکانیک کوانتومی طبقه‌بندی شده است.

### سمت‌های قبلی
برنامه‌نویس، جنرال الکتریک کمپانی، ۱۹۷۶-۱۹۷۸
استاد گروه علوم رایانه و آمار، کوئین مری دانشگاه لندن، ۱۹۸۰-۱۹۸۳
استاد (۱۹۸۳-۱۹۸۸) و پرفسور (۱۹۹۰-۱۹۹۵) در گروه محاسبات امپریال کالج لندن 
استاد علوم رایانه نظری، دانشگاه ادینبرو، ۱۹۹۶-۲۰۰۰ 
آبرامسکی نقش پیشرو در توسعه معناشناسی بازی و کاربردهای آن در معنی‌شناسی زبان‌های برنامه‌نویسی داشته است. 

## جوایز و افتخارات
آبرامسکی عضو انجمن سلطنتی (۲۰۰۴)، عضو انجمن سلطنتی ادینبورگ (۲۰۰۰)، و عضو آکادمی اروپا (۱۹۹۳) است. او عضو هیئت تحریریه مطالعات هلند شمالی در منطق و مبانی ریاضیات و تراکت‌های کمبریج در علوم رایانه نظری است.
او رئیس عمومی منطق در علوم رایانه ۲۰۰۰-۲۰۰۳ و عضو کمیته سازماندهی منطق در علوم رایانه بود.